# جانغ جونغ-وون
جانغ جونغ-وون هو لاعب كرة قدم كوري جنوبي في مركز الوسط، ولد في 2 أغسطس 1994 في غيونغسانغ الجنوبية في كوريا الجنوبية. لعب مع أفيسبا فوكوكا.

## وصلات خارجية
- جانغ جونغ-وون على موقع رابطة كرة القدم اليابانية للمحترفين (اليابانية)
- جانغ جونغ-وون على موقع قاعدة بيانات كرة القدم.إي يو (الإنجليزية)